# 誘拐捜査
『誘拐捜査』（ゆうかいそうさ、原題：解救吾先生）は、2015年の中国映画。実際に起きた俳優ウー・ルオプー（呉若甫）の誘拐事件をモデルとしている。
日本では劇場未公開で、2017年にWOWOWで放送された後、同年5月26日にDVD化された。
2021年に『人質 韓国トップスター誘拐事件』として韓国でリメイクされ、日本でも2022年に劇場公開された。

## キャスト
- ウー：アンディ・ラウ
- シン刑事：リウ・イエ
- ジャン・ホワ：ワン・チエンユエン
- スー：ラム・シュー
- ：ウー・ロウフー
- ：サイ・ルー

## スタッフ
- 監督・脚本・製作・編集：ディン・シェン
- 撮影：ディン・ユー
- 音楽：ラオ・ツァイ
- アクション監督：フェア・ジュン